# Biszcza (gemeente)
De gemeente Biszcza is een landgemeente in het Poolse woiwodschap Lublin, in powiat Biłgorajski.
De zetel van de gemeente is in Biszcza (Biszcza Pierwsza).
Op 31 december 2006 telde de gemeente 3.918 inwoners.

## Oppervlakte gegevens
In 2002 bedroeg de totale oppervlakte van gemeente Biszcza 107,31 km², waarvan:
- agrarisch gebied: 68%
- bossen: 26%

De gemeente beslaat 6,4% van de totale oppervlakte van de powiat.

## Demografie
Stand op 30 juni 2004:
| Omschrijving                   | Totaal | Totaal | Vrouwen | Vrouwen | Mannen | Mannen |
| ------------------------------ | ------ | ------ | ------- | ------- | ------ | ------ |
| eenheid                        | aantal | %      | aantal  | %       | aantal | %      |
| inwoners                       | 4005   | 100    | 2025    | 50,6    | 1980   | 49,4   |
| bevolkingsdichtheid (inw./km²) | 37,3   | 37,3   | 18,9    | 18,9    | 18,5   | 18,5   |

In 2002 bedroeg het gemiddelde inkomen per inwoner 1323,87 zł.

## Administratieve plaatsen (sołectwo)
Biszcza (sołectwa: Biszcza Pierwsza en Biszcza Druga), Bukowina (sołectwa: Bukowina Pierwsza en Bukowina Druga), Budziarze, Gózd Lipiński, Wola Kulońska, Wólka Biska.
Zonder de status sołectwo : Suszka, Żary

## Aangrenzende gemeenten
Biłgoraj, Harasiuki, Księżpol, Kuryłówka, Potok Górny, Tarnogród